# Economia do Sri Lanka
A economia do Sri Lanka é baseada na exportação de produtos primários, como grafite, produtos têxteis, chá, coco e borracha. A posição geográfica da ilha, cuja capital Colombo é um dos portos mais importantes do Oceano Índico, tem sido o principal estímulo da economia.
Em 1977 o governo abandonou as políticas de estatização de substituição das exportações por outras orientadas ao mercado e às exportações, incluindo-se incentivos ao investimento estrangeiro. Porém, em 1983 iniciou-se uma guerra civil entre as etnias cingalesa e a minoria tâmil que se prolongou até 2009, causando grandes danos à economia do país. Apesar disso, o produto interno bruto do país cresceu quase 5% ao ano nos últimos 10 anos. Os gastos do governo em desenvolvimento e no combate aos Tigres de Liberação do Tamil Eelam fizeram com que o PIB crescesse quase 7% ao ano entre 2006 e 2008.
Até o início da década de 1990, o Sri Lanka era o maior exportador mundial de chá, porém a guerra fez com que os investimentos em seu cultivo - na maior parte financiados por companhias britânicas - declinassem ano a ano. O turismo, apesar de ainda figurar como uma importante fonte de divisas, também sofreu com o conflito.